# Julidochromis ornatus
Den gyldne Julie (Julidochromis ornatus) er en art af fisk i Cichlidae familien. Det er endemisk i Tanganyika søen, der kun findes i den yderste nordlige og sydlige kyster af søen i stenede omgivelser.
Julidochromis ornatus findes i overgangszonen hvor klippekysten møder sandbunden. I modsætning til Julidochromis regani holder den sig dog altid tæt til klipper og sten. Den lever af små snegle, krebsdyr og invertebrater. J. ornatus ses som alle Julidochromis altid svømmende tæt ind mod underlaget og følger konturene på klipper og sten. Unge individer ses ofte alene, mens voksne som regel ses parvis.

## Par, huler, sprækker og yngel
I akvariet holde J. ornatus bedst parvis . Et voksent par kræver minimum et akvarium på 85 liter, men gerne større. Akvariet bygges op med nogle stenopbygninger og bunden skal bestå af fint sand.
J. ornatus er en huleleger, der ofte graver en lille grube under en sten, hvor æggene lægges. Hunnen tager sig af æggene og ungerne, mens hannen forsvarer det ydre revir. Kuldstørrelsen er lille og tæller ofte ikke mere end 25 unger.

## Behov
Foder: Alger, artemia, cyclops, flagefoder, myggelarver (Sorte)
Temperatur
24 – 27°C
pH
7.5 – 9.3
Både hunnen og hannen bliver 10 cm.